# کلرامین-تی
کلرامین-تی (به انگلیسی: Chloramine-T) با فرمول شیمیایی C۷H۷ClNO۲S·Na (3H۲O) یک ترکیب شیمیایی با شناسه پاب‌کم ۱۰۱۹۸۴۸۴ است. که جرم مولی آن ۲۲۷٫۶۴ g/mol می‌باشد. شکل ظاهری این ترکیب، پودر سفید است.کلرامین-تی با نام تجاری کلرامین تی محصول مرک آلمان و بوکمی چک بوده و خاصیت گندزایی ، ضدعفونی‌کنندگی ، درمانی و معالج زخمها را دارد.
برای این منظور محلول ۲ تا ۳ در هزار هالامید را بدون هیچگونه ترسی از ناراحتی پوستی یا ازدیاد درد می‌توان برای شستشوی سطوح ، ابزار ، لباس‌ها و زخم‌ها به کار برد.